# Kleinkastell am Reckberg
Das Kleinkastell am Reckberg ist eine ehemalige römische Befestigungsanlage des Niedergermanischen Limes, der 2021 zum UNESCO-Weltkulturerbe erhoben wurde. Das heutige Bodendenkmal befindet sich zusammen mit dem benachbarten, rekonstruierten Wachturm am Reckberg in einem Waldstück östlich des Neusser Stadtteils Grimlinghausen.

## Lage
Die beiden vermutlich derselben Zeitstellung angehörenden Baulichkeiten befanden sich auf zwei Sanddünen am Rande der Niederterrasse des Rheins, etwa drei Kilometer östlich der Legions- und Auxiliarlager von Novaesium. Von diesen Dünen, dem so genannten „Ersten“ (Wachturm) und „Zweiten Reckberg“ (Kleinkastell), die zwischen dem Fluss und der von Novaesium nach Durnomagus verlaufenden Römerstraße lagen, war ein weiter Blick über die Rheinniederung und zu den Nachbargarnisonen gewährleistet. In der heutigen Siedlungsgeographie befinden sich die beiden Bodendenkmäler in einem kleinen Waldstück inmitten landwirtschaftlich genutzter Flächen zwischen den Neusser Stadtteilen Grimlinghausen und Uedesheim, unmittelbar nördlich der Straße „Am Reckberg“.

## Kleinkastell
Das Kleinkastell lag am westlichen Hang des „Zweiten Reckbergs“ und wies zwei Bauperioden auf. Das jüngere Steinkastell hatte mit seinen Seitenmaßen von 33,0 m mal 34,5 m einen annähernd quadratischen Grundriss. Die Wehrmauer besaß eine Mächtigkeit von 1,9 m. Ihre Ecken waren abgerundet, an ihren Innenseiten befanden sich die eingezogenen Wangen der 5,4 m tiefen Türme. Mit seinem einzigen Tor, einer einfachen Konstruktion mit ebenfalls eingezogenen Wangen und einer Durchlassbreite von drei Metern, war die Fortifikation nach SSW, zur Römerstraße hin ausgerichtet. Vor der Umwehrung verlief ein insgesamt 6,5 m breiter, doppelter Spitzgraben, der zum Zeitpunkt seiner Ausgrabung noch eine Tiefe von 4,25 m unter Geländeoberkante erreichte. Auf der Ostseite des Lagers konnte ein kleines Gräbchen festgestellt werden, das vermutlich zur Drainage eines dort verlaufenden Postenweges gedient hatte. Ein weiterer doppelter Spitzgraben von insgesamt sieben Meter Breite hingegen, der ein wenig außerhalb der Anlage entdeckt wurde, gehört vermutlich zu einem in Holz-Erde-Bauweise errichteten, älteren Kastell.
Das Kleinkastell am Reckberg wurde vermutlich Anfang des zweiten Jahrhunderts, möglicherweise auch schon Ende des ersten Jahrhunderts errichtet und vielleicht bis zur Mitte des dritten Jahrhunderts genutzt.

## Wachturm

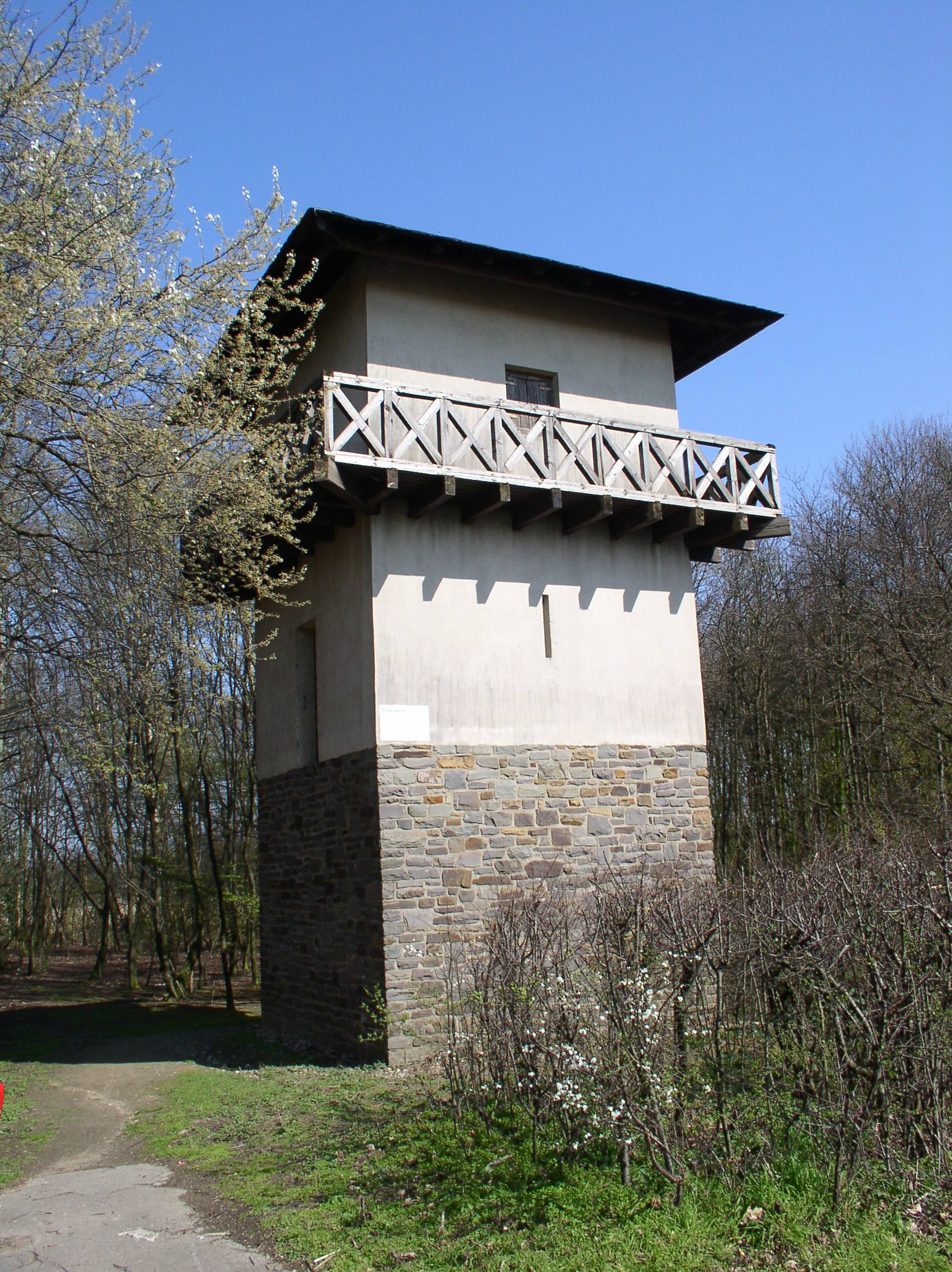
Wachturm am Reckberg (Neuss)

Etwa 200 m nordwestlich des Kleinkastells am „Zweiten Reckberg“ legte Constantin Koenen am Nordhang des „Ersten Reckbergs“ um das Jahr 1900 einen quadratischen Mauerzug von rund 5 m mal 5 m Größe frei, der zu den Fundamenten eines römischen Wachturms gehörte. Die Stärke der aus Sandstein erbauten Fundamente betrug einen Meter. Auf ihnen ragte der eigentliche, in Fachwerkbauweise errichtete Turm empor. Eine Umwehrung mit Palisade und Graben, wie man sie vom Obergermanischen Limes her kennt, kann angenommen werden, wurde von Koenen aber nicht bemerkt. Ebenso fehlen Informationen über das Alter des Wachturms, vermutlich ist er zeitgleich mit dem Kleinkastell errichtet worden.
1991 erbaute man unweit der Stelle, an der der römische Wachturm ursprünglich gestanden hatte, eine Rekonstruktion des Turms.

## Siedlung und Gräberfeld
Etwa einhundert Meter westlich des Kastells, südlich der Römerstraße (der heutigen Straße „Am Reckberg“) wurden die Trümmer einer gut fünfzig Meter durchmessenden römischen Siedlung lokalisiert, deren zugehöriges Gräberfeld sich weitere fünfzig Meter entfernt, am östlichen Hang des „Ersten Reckbergs“ befand. Zur Datierung der Siedlung konnte lediglich das Fundmaterial des Gräberfeldes herangezogen werden, da Funde aus dem Siedlungsstreifen unmittelbar neben der stark frequentierten Limesstraße auch nach der Auflassung der Siedlung dorthin gelangt sein könnten. Das Gräberfeld wurde ausweislich des Fundmaterials vom Ende des ersten bis zur ersten Hälfte des dritten Jahrhunderts belegt.

## Denkmalschutz
Die römischen Hinterlassenschaften am Reckberg sind Bodendenkmale nach dem Gesetz zum Schutz und zur Pflege der Denkmäler im Lande Nordrhein-Westfalen (Denkmalschutzgesetz – DSchG). Nachforschungen und gezieltes Sammeln von Funden sind genehmigungspflichtig. Zufallsfunde sind an die Denkmalbehörden zu melden.